# Alanlewisia fallolunulus
Alanlewisia fallolunulus is een eenoogkreeftjessoort uit de familie van de Caligidae. De wetenschappelijke naam van de soort is voor het eerst geldig gepubliceerd in 1967 door Lewis, A.G..